# Motor Lublin (piłka nożna) w sezonie 1985/1986
Sezon 1985/1986 był dla Motoru Lublin 5. sezonem w ekstraklasie. W trzydziestu rozegranych spotkaniach, Motor zdobył 25 punktów i zajął 13. miejsce w tabeli. Trenerem Motoru był Jan Złomańczuk.  

## Przebieg sezonu

### Letni okres przygotowawczy
Piłkarze Motoru do treningów w przerwie letniej powrócili 6 lipca. 10 lipca dwudziestotrzyosobowa kadra wyjechała na dwutygodniowe zgrupowanie do Dębicy. W pierwszym sparingu Motor pokonał Błękitnych Kielce 8:0. W składzie lublinian wystąpili nowo pozyskani Janusz Dec, który przyszedł z Górnika Łęczna i Jarosław Góra, który wrócił do Lublina z Broni Radom. W kolejnych meczach kontrolnych Motor przegrał z Resovią 2:3, wygrał z Unią Tarnów 2:1 i z Igloopolem Dębica 4:0.
Po zakończeniu zgrupowania w Dębicy zespół udał się do Mielca, gdzie wziął udział w turnieju międzynarodowym. W inauguracyjnym spotkaniu pokonał Avię Świdnik 2:1 po bramkach Andrzeja Łatki i Janusza Kudyby, następnie wygrał z Tatranem Preszów 6:0 ze strzałów Leszka Iwanickiego (3), Zbigniewa Slipiki, Andrzeja Łatki oraz Jarosława Góry i zremisował ze Stalą Mielec 2:2, dzięki bramkom Tomasza Jasiny i Zbigniewa Slipiki.

### Runda jesienna
W pierwszym meczu rundy jesiennej Motor mierzył się w Łodzi z Widzewem. Lublinianie wystąpili bez kontuzjowanego Andrzeja Łatki i pauzującego za żółte kartki Modesta Boguszewskiego, Widzew zaś bez Dariusza Dziekanowskiego, który sposobił się do przejścia do warszawskiej Legii. Wynik meczu otworzył w 33. minucie Tadeusz Świątek, a wyrównującą bramkę zdobył na pięć minut przed zakończeniem spotkania Tomasz Jasina. W drugiej kolejce lubelski zespół podejmował na Zygmuntowskich mistrza Polski – Górnika Zabrze. Mimo iż w pierwszym kwadransie gry przewagę mieli piłkarze Motoru, w 21. minucie pierwszą bramkę zdobyli goście, za sprawą pozyskanego z Zagłębia Sosnowiec Jana Urbana. Dwie minuty później na 2:0 dla Górnika podwyższył Andrzej Iwan. Tuż przed przerwą Motor mógł zdobyć kontaktową bramkę, jednak piłkę po strzale Adriana Szczepańskiego wybił z linii bramkowej Waldemar Matysik. W drugiej połowie gole zdobywali już tylko goście – w 72. minucie Andrzej Zgutczyński i na dwie minuty przed zakończeniem meczu Jan Urban. Mecz trzeciej kolejki rozegrany w środowe popołudnie pomiędzy Lechią Gdańsk a Motorem zakończył się wynikiem 2:2. Pierwszą bramkę zdobyli lublinianie w 34. minucie po strzale Roberta Grzanki z podania Leszka Iwanickiego, wykonującego rzut wolny. Wyrównał Janusz Możejko w 37. minucie, a dwie minuty później po zespołowej akcji Iwanicki strzelił drugą bramkę dla Motoru. Na trzy minuty przed przerwą sfaulowany w polu karnym został Tomasz Jasina i sędziujący to spotkanie Michał Listkiewicz podyktował jedenastkę, jednak Iwanicki trafił w poprzeczkę. W drugiej połowie dużą przewagę mieli gospodarze, czego efektem była wyrównująca bramka w 74. minucie zdobyta przez Zenona Małka. Wcześniej Lechia nie wykorzystała rzutu karnego. Strzał Macieja Kamińskiego obronił Dariusz Opolski. Przed meczem z Zagłębiem Sosnowiec do zespołu powrócił Andrzej Łatka, który przebywał w Mielcu, jednak Motor wystąpił do końca rundy jesiennej bez Leszka Iwanickiego, który doznał kontuzji kolana w meczu z Lechią. Zagłębie, które do tego spotkania przystępowało z zerowym dorobkiem punktowym i bramkowym (porażki z Górnikiem 0:6 i Lechem 0:1, mecz z Lechią został przełożony na 14 sierpnia) pokonało na stadionie przy al. Zygmuntowskich Motor 3:0. W efekcie lubelski zespół spadł na ostatnie miejsce w tabeli.
W wyjazdowym meczu z Lechem Poznań, który wystąpił bez kontuzjowanego reprezentanta Polski Krzysztofa Pawlaka, do 75. minuty widniał rezultat bezbramkowy. Wtedy Janusz Dec popchnął w polu karnym Jerzego Kruszczyńskiego, za co sędzia podyktował jedenastkę, którą wykorzystał sam poszkodowany. Ten sam zawodnik zdobył drugą bramkę w ostatniej minucie spotkania. W szóstej kolejce Motor grał wyjazdowy mecz z Górnikiem w Wałbrzychu. Gospodarze objęli prowadzenie w 1. minucie po strzale głową Leszka Kosowskiego, a wyrównał w 4. minucie również strzałem głową Adrian Szczepański z dośrodkowania Andrzeja Łatki. W drugiej połowie przewagę miał Górnik, a zwycięską bramkę zdobył w doliczonym czasie gry za sprawą Kosowskiego. Od 86. minuty Motor grał w osłabieniu po usunięciu z boiska Zbigniewa Slipiki, który otrzymał drugą żółtą kartkę i w konsekwencji czerwoną za faul na Włodzimierzu Ciołku. W pierwszym wrześniowym pojedynku Motor podejmował na własnym stadionie Śląsk Wrocław. Lublinianie wystąpili bez wciąż leczącego kontuzję kolana Leszka Iwanickiego i Zbigniewa Slipiki, który za czerwoną kartkę otrzymaną w Wałbrzychu otrzymał czteromeczową karę, wrocławianie zaś bez Ryszarda Tarasiewicza, który doznał urazu w towarzyskim meczu kadry narodowej. Ponadto mający wystąpić bramkarz Stanisław Karwat doznał na rozgrzewce kontuzji barku i zastąpił go Dariusz Opolski. Po trzech porażkach z rzędu Motor pokonał Śląsk 2:0 i odniósł pierwsze w sezonie 1985/1986 zwycięstwo. Pomimo tej wygranej lublinianie wciąż zajmowali ostatnie miejsce w tabeli, mając tyle samo punktów co Lechia Gdańsk i Zagłębie Lubin, jednak gorszy bilans bramkowy. Korzystając z dwutygodniowej przerwy spowodowanej występem reprezentacji Polski w meczu eliminacji mistrzostw świata z Belgią, Motor rozegrał dwa sparingi, na al. Zygmuntowskich z jugosłowiańskim zespołem Rabotnicki Skopje (5:2) i na Kresowej z Górnikiem Łęczna (1:1). Przed meczem z ŁKS-em Łódź w miejsce kontuzjowanego Stanisława Karwata wypożyczono z Avii Świdnik Zbigniewa Kondziaka. Po wyjazdowym, bezbramkowym remisie z ŁKS-em i przy porażce Zagłębia Lubin z Widzewem Łódź, Motor opuścił ostatnią pozycję w tabeli.
W dziewiątej kolejce Motor zremisował z dziewiątym w tabeli GKS-em Katowice. Pomimo iż lubelski zespół zajmował wówczas piętnaste miejsce, obydwa zespoły dzieliła różnica dwóch punktów. Prowadzenie w meczu objęli goście za sprawą Mirosława Kubisztala, jednak jeszcze przed przerwą wyrównał Janusz Kudyba. Ten sam zawodnik w 55. minucie zdobył z podania Andrzeja Łatki drugą bramkę dla Motoru, ale na kwadrans przed zakończeniem meczu Kubisztal po błędzie lubelskiej defensywy zdobył gola dla GKS-u. Po rozegraniu pucharowego spotkania ze Stoczniowcem w Gdańsku w środku tygodnia, zespół Motoru udał się bezpośrednio do Gdyni na mecz z Bałtykiem, który zremisował 0:0. Poza kontuzjowanym Leszkiem Iwanickim i rekonwalescentem Markiem Szaniawskim, w składzie Motoru zabrakło również Dariusza Bartoszewskiego, który doznał urazu w pucharowym spotkaniu ze Stoczniowcem. 1 października Motor rozegrał na Wieniawie mecz towarzyski z Lublinianką (4:2). Dochód ze sprzedaży biletów został przeznaczony na potrzeby poszkodowanych podczas trzęsienia ziemi w Meksyku. W następnej ligowej kolejce Motor podejmował beniaminka, trzynastą w tabeli Stal Mielec. Pierwsza bramka padła w 50. minucie, po dośrodkowaniu Marka Szaniawskiego strzał głową Zbigniewa Slipiki obronił Piotr Wojdyga, jednak celnie dobił Jarosław Góra. Trzy minuty później goście mogli doprowadzić do wyrównania, ale Marek Lizończyk trafił w słupek. Wynik na 2:0 dla Motoru ustalił na trzy minuty przed końcem meczu strzałem z woleja zza pola karnego Zbigniew Slipiko. Tydzień później Motor przegrał na wyjeździe z drugim beniaminkiem I ligi Zagłębiem Lublin 0:1.
Mecz trzynastej kolejki z wideliderem Ruchem Chodzów na stadionie przy al. Zygmuntowskich rozegrany w środku tygodnia zakończył się zwycięstwem gości 3:0. Odusunięty od składu przez trenera Jana Złomańczuka na to spotkanie został Andrzej Łatka. Po stracie pierwszej bramki w 40. minucie, lublinianie osiągnęli przewagę, jednak w 83. minucie drugą bramkę dla Ruchu zdobył Krzysztof Warzycha, a w 90. minucie wynik ustalił Mirosław Szewczyk. Po tym zwycięstwie Ruch objął pozycję lidera. W przedostatniej kolejce rundy jesiennej Motor grał na wyjeździe z Pogonią Szczecin. W składzie Motoru zabrakło kontuzjowanego Adriana Szczepańskiego, który nie wystąpił również w kolejnym spotkaniu z Legią Warszawa. W meczu w Szczecinie prowadzenie objął w 28. minucie lubelski zespół po strzale głową Romana Żuchnika z dośrodkowania Jarosława Góry. Minutę później rzut wolny pośredni w obrębie pola karnego wykonywali szczecinianie. Adam Kensy podał do Krzysztofa Urbanowicza, którego strzał obronił Dariusz Opolski. Po dobitce Marka Ostrowskiego piłka odbiła się od poprzeczki i przed linią bramkową, a obrońca Motoru Janusz Dec wybił ją na rzut rożny. Prowadzący to spotkanie sędzia Wiesław Karolak uznał, że padł gol dla Pogoni i wskazał na środek boiska. W drugiej połowie bramki zdobywali gospodarze, najpierw w 65. minucie Urbanowicz z rzutu karnego za faul Dariusza Opolskiego na Marku Leśniaku, następnie Robert Prokopowicz (79. min.) i w końcówce meczu Leśniak. Na zakończenie pierwszej rundy rozgrywek Motor podejmował trzecią w tabeli Legię Warszawa. „Wojskowi”, którzy kilka dni wcześniej rozgrywali wyjazdowy mecz z Videotonem w ramach 1/16 Pucharu UEFA, pokonali lubelski zespół 4:1. Prowadzenie objął Motor po strzale Andrzeja Łatki z 25 metrów, wyrównał Andrzej Buncol w 39. minucie. Między 52. a 56. minutą Legia zdobyła dwie bramki, najpierw za sprawą Jana Karasia, a następnie Witolda Sikorskiego. W 77. minucie Andrzej Łatka mógł zdobyć kontaktową bramkę, ale w sytuacji sam na sam z Jackiem Kazimierskim strzelił obok słupka. Na trzy minuty przed końcem czwartą bramkę dla gości zdobył Witold Sikorski. Pierwszą rundę Motor zakończył na przedostatnim miejscu w tabeli.

### Runda wiosenna awansem
Ze względu na awans reprezentacji Polski na Mistrzostwa Świata w Meksyku, trzy kolejki rundy wiosennej zostały rozegrane jesienią. W pierwszym meczu rundy rewanżowej Motor grał na własnym stadionie z liderem – Widzewem Łódź i odniósł piątą porażkę z rzędu w ligowych rozgrywkach. Do Zabrza na mecz z mistrzem Polski Górnikiem Motor pojechał bez kontuzjowanego Janusza Deca, a w pierwszym składzie wyszedł po raz pierwszy od sierpnia Stanisław Karwat. Pierwszą bramkę zdobyli gospodarze dzięki trafieniu Andrzeja Pałasza, wyrównał dwie minuty później Adrian Szczepański. Pomimo sytuacji z obydwu stron w drugiej połowie, mecz zakończył się wynikiem 1:1. Była to pierwsza strata punktów przez zabrzan na własnym stadionie w sezonie 1985/1986. W meczu dwóch drużyn zagrożonych spadkiem – Motoru i Lechii – zwyciężył zespół lubelski 3:1, dzięki czemu lublinianie zakończyli rok na czternastym miejscu w tabeli.

### Zimowy okres przygotowawczy
Piłkarze Motoru do treningów powrócili 3 stycznia. Na zajęcia z drużyną nie stawił się Stanisław Karwat, który pomimo ważnego dwuletniego kontraktu, podjął próbę przejścia do Zagłębia Lublin. W efekcie zarząd Motoru zdyskwalifikował 20-letniego bramkarza na pół roku. Ponadto został zawieszony w prawach członka młodzieżowej reprezentacji Polski. 19 stycznia zespół wyjechał na dziesięciodniowe zgrupowanie do Szyndzielni koło Bielska-Białej, gdzie rozegrali mecze sparingowe z BKS-em Bielsko-Biała (1:0), GKS-em Katowice (1:1) i GKS-em Jastrzębie (4:2). W meczu z Jastrzębiem w drugiej połowie wystąpił po wyleczeniu kontuzji Leszek Iwanicki.
1 lutego Motor rozegrał mecz kontrolny w Warszawie z Gwardią, przegrywając 0:4, następnie 4 lutego ze Stalą w Stalowej Woli i 7 lutego na Kresowej z Avią Świdnik. 10 lutego zespół wyjechał na tygodniowe zgrupowanie do Cetynii, w Czarnogórze, gdzie sparował z pierwszo- i drugoligowymi drużynami jugosłowiańskimi. W kadrze zabrakło Adriana Szczepańskiego, który został powołany do młodzieżowej reprezentacji Polski na wyjazdowy mecz w Iraku i Janusz Kudyba, który doznał kontuzji kolana w sparingowym spotkaniu z GKS-em Katowice. 20 lutego Motor rozegrał mecz sparingowy z Koroną w Kielcach (3:2) i 23 lutego z Legią w Warszawie (0:2).

### Runda wiosenna
W pierwszym po przerwie zimowej meczu Motor zremisował na wyjeździe z Zagłębiem Sosnowiec 1:1. Spotkanie toczyło się na pokrytej śniegiem murawie. Po długiej przerwie spowodowanej kontuzją do składu Motoru powrócił Leszek Iwanicki. W meczu z Zagłębiem w podstawowej jedenastce nie wyszli narzekający na urazy Andrzej Łatka, Robert Grzanka i Adrian Szczepański. Pierwszą okazję do zdobycia bramki miał Kazimierz Gładysiewicz, który w 32. minucie oddał niecelny strzał z kilku metrów. Pierwszą bramkę zdobyli jednak gospodarze w 48. minucie za sprawą Leszka Rycka. Wyrównał dwanaście minut później wprowadzony po przerwie Łatka, strzałem zza pola karnego. W pierwszym wiosennym meczu na stadionie przy al. Zygmuntowskich Motor na błotnistym boisku podejmował poznańskiego Lecha. Prowadzenie objął Motor na pięć minut przed przerwą po strzale głową Jarosława Góry z dośrodkowania Leszka Iwanickiego. Wyrównał w 72. minucie rezerwowy Bogusław Pachelski w swoim pierwszym kontakcie z piłką. Po tym spotkaniu Motor spadł na 15., spadkowe miejsce w tabeli. W 34. minucie meczu z Górnikiem Wałbrzych, Motor przegrywał już 0:2. Trzy minuty później strzałem z dystansu kontaktową bramkę zdobył Kazimierz Gładysiewicz, po czym rozpoczął się okres przewagi lubelskiego zespołu. W 74. minucie wyrównał bezpośrednim strzałem z rzutu rożnego Jarosław Góra, jednak w 79. minucie po błędzie Romana Żuchnika, bramkę dla gości zdobył Leszek Kosowski.
W wyjazdowym meczu dwudziestej drugiej kolejki spotkań ze Śląskiem Wrocław w składzie Motoru zabrakło kontuzjowanych w meczu z Górnikiem Wałbrzych Andrzeja Łatki i Marka Szaniawskiego. Prowadzenie objął Śląsk po bramce Wojciecha Rudego w 17. minucie. W 27. minucie po dośrodkowaniu z rzutu wolnego Leszka Iwanickiego, w zamieszaniu w polu karnym do wyrównania doprowadził Kazimierz Gładysiewicz. W drugiej połowie rzutu karnego nie wykorzystał kapitan Śląska Waldemar Prusik. Po zwycięstwie nad ŁKS-em, Motor przesunął się na 12. miejsce w tabeli. W dwudziestej czwartej kolejce Motor mierzył się na wyjeździe z GKS-em Katowice. Mecz zakończył się wynikiem 4:4. Gospodarze czterokrotnie wychodzili na prowadzenie, najpierw w 23. i 59. minucie za sprawą Jana Furtoka, następnie w 70. minucie po bramce Andrzeja Lesiaka i na trzy minuty przed końcem spotkania po strzale Marka Koniarka. Motor pierwsze wyrównanie zdobył w 43. minucie po bramce Andrzeja Łatki. W drugiej połowie gospodarze cieszyli się z prowadzenia średnio cztery minuty. Na 2:2 bramkę zdobył Gładysiewicz, a na 3:3 Łatka. Tuż przed końcowym gwizdkiem węgierskiego arbitra László Kovácsa, przy stanie 4:3 dla GKS-u, odbitą od poprzeczki piłkę po strzale głową Gładysiewicza, przejął Leszek Iwanicki i ustalił wynik meczu na 4:4.
W meczu dwóch drużyn walczących o utrzymanie – Motoru i Bałtyku Gdynia – padł rezultat bezbramkowy. W niedzielę, 7 kwietnia, doszło do pojedynku pomiędzy dwunastym w tabeli Motorem, a zajmującą trzynaste miejsce Stalą Mielec, mającą punkt przewagi nad strefą spadkową. Na stadionie w Mielcu prowadzenie w 25. minucie objęli gospodarze po indywidualnej akcji Marka Filipczaka. Ten sam zawodnik jeszcze przed przerwą podwyższył na 2:0. W 68. minucie za faul Adama Fedoruka na Andrzeju Łatce w obrębie pola karnego, prowadzący to spotkanie Piotr Werner wskazał na jedenasty punkt i Kazimierz Gładysiewicz zdobył kontaktowego gola. Pomimo ataków z obydwu stron wynik nie uległ zmianie. W wyjściowym składzie Motoru zabrakło Leszka Iwanickiego, Marka Szaniawskiego i Zbigniewa Slipiki. Po 26 kolejkach spotkań dolna część tabeli prezentowała się następująco:
| Poz | Klub               | M  | Pkt | Bz | Bs |
| --- | ------------------ | -- | --- | -- | -- |
| 11. | Lechia Gdańsk      | 26 | 21  | 20 | 30 |
| 14. | Stal Mielec        | 26 | 20  | 21 | 29 |
| 13. | Zagłębie Lubin     | 26 | 19  | 18 | 31 |
| 14. | Motor Lublin       | 26 | 19  | 27 | 44 |
| 15. | Bałtyk Gdynia      | 26 | 18  | 22 | 39 |
| 16. | Zagłębie Sosnowiec | 26 | 15  | 21 | 48 |

Mecz dwudziestej siódmej kolejki z również zagrożonym degradacją Zagłębiem Lubin zakończył wynikiem 0:0, po czym Motor spadł na 14. miejsce w tabeli. Przy porażce Bałtyku Gdynia na wyjeździe ze Śląskiem Wrocław 0:4, przewaga lubelskiego zespołu nad strefą spadkową wynosiła dwa punkty. W spotkaniu wyjazdowym z chorzowskim Ruchem, jedyną bramkę zdobył Andrzej Łatka po akcji sam na sam z Januszem Jojko. W tej samej kolekce Bałtyk pokonał ŁKS Łódź 1:0. W niedzielę, 20 kwietnia, Motor podejmował na własnym stadionie Pogoń Szczecin. Pierwsi gola zdobyli goście. W 32. minucie, po dośrodkowaniu Jerzego Sokołowskiego, Dariusz Opolski wybił piłkę, jednak tę przechwycił Marek Leśniak i strzelił do pustej bramki. Cztery minuty później wyrównał strzałem głową Andrzej Łatka. W 66. minucie prowadzenie objął Motor, za sprawą Leszka Iwanickiego, który uderzył z 16 metrów, jednak w 76. minucie wyrównał Marek Ostrowski. Już w pierwszej akcji po wznowieniu gry przez Motor, Łatka zdobył swoją drugą bramkę, a w 80. minucie za zagranie ręką w polu karnym obrońcy Pogoni Krzysztofa Urbanowicza, prowadzący to spotkanie Aleksander Suchanek podyktował jedenastkę dla Motoru, którą na bramkę zamienił Adrian Szczepański. Przed ostatnią kolejką spotkań Motor miał dwa punkty przewagi nad 15. w tabeli Bałtykiem Gdynia i remis w wyjazdowym meczu z Legią Warszawa sprawił, iż lubelski zespół zapewnił sobie utrzymanie w ekstraklasie.

### Interliga
Po zakończeniu sezonu Motor został wytypowany jako jeden z czterech polskich zespołów obok Lechii Gdańsk, ŁKS-u Łódź i Stali Mielec do udziału w rozgrywkach Interligi. W turnieju zagrały również po cztery zespoły z ligi węgierskiej i bułgarskiej. W sumie 12 zespołów podzielono na dwie grupy, których zwycięzcy miały rozegrać dwa mecze finałowe o puchar Polskiego i Węgierskigo Związku Piłki Nożnej. Motor rywalizował w grupie II wraz z Etyrem Wielkie Tyrnowo, Trakiją Płowdiw, Debreceni VSC, Békéscsabą i Stalą Mielec. W turnieju Motor zajął 5. miejsce.

## Mecze ligowe w sezonie 1985/1986
| Data                                    | Przeciwnik         | D/W | Miejsce                         | Wynik M/P | Strzelcy                                          | Widzów   | Źródło        |
| --------------------------------------- | ------------------ | --- | ------------------------------- | --------- | ------------------------------------------------- | -------- | ------------- |
|                                         |                    |     |                                 |           |                                                   |          |               |
| RUNDA JESIENNA                          |                    |     |                                 |           |                                                   |          |               |
|                                         |                    |     |                                 |           |                                                   |          |               |
| 28 lipca 1985                           | Widzew Łódź        | W   | Stadion Widzewa                 | 1:1       | Jasina 85'                                        | 12 tys.  | [ 8 ] [ 57 ]  |
| 3 sierpnia 1985                         | Górnik Zabrze      | D   | Stadion przy al. Zygmuntowskich | 0:4       |                                                   | 20 tys.  | [ 9 ] [ 58 ]  |
| 7 sierpnia 1985                         | Lechia Gdańsk      | W   | Stadion Lechii                  | 2:2       | Grzanka 34', Iwanicki 39'                         | 15 tys.  | [ 10 ] [ 11 ] |
| 11 sierpnia 1985                        | Zagłębie Sosnowiec | D   | Stadion przy al. Zygmuntowskich | 0:3       |                                                   | 12 tys.  | [ 13 ] [ 59 ] |
| 17 sierpnia 1985                        | Lech Poznań        | W   | Stadion Lecha                   | 0:2       |                                                   | 15 tys.  | [ 14 ] [ 60 ] |
| 25 sierpnia 1985                        | Górnik Wałbrzych   | W   | Stadion Górnika                 | 1:2       | Szczepański 4'                                    | 9 tys.   | [ 15 ] [ 16 ] |
| 31 sierpnia 1985                        | Śląsk Wrocław      | D   | Stadion przy al. Zygmuntowskich | 2:0       | Szczepański 37', Kudyba 71'                       | 9 tys.   | [ 17 ] [ 18 ] |
| 15 września 1985                        | ŁKS Łódź           | W   | Stadion ŁKS-u                   | 0:0       |                                                   | 8 tys.   | [ 20 ] [ 61 ] |
| 21 września 1985                        | GKS Katowice       | D   | Stadion przy al. Zygmuntowskich | 2:2       | Kudyba 37', 55'                                   | 6 tys.   | [ 21 ] [ 62 ] |
| 29 września 1985                        | Bałtyk Gdynia      | W   | Stadion Bałtyku                 | 0:0       |                                                   | 2,5 tys. | [ 22 ] [ 63 ] |
| 5 października 1985                     | Stal Mielec        | D   | Stadion przy al. Zygmuntowskich | 2:0       | Góra 50', Slipiko 87'                             | 5 tys.   | [ 24 ] [ 64 ] |
| 12 października 1985                    | Zagłębie Lubin     | W   | Stadion Zagłębia                | 0:1       |                                                   | 6,5 tys. | [ 25 ] [ 65 ] |
| 16 października 1985                    | Ruch Chorzów       | D   | Stadion przy al. Zygmuntowskich | 0:3       |                                                   | 5 tys.   | [ 26 ] [ 66 ] |
| 20 października 1985                    | Pogoń Szczecin     | W   | Stadion Pogoni                  | 1:4       | Żuchnik 28'                                       | 10 tys.  | [ 27 ] [ 67 ] |
| 27 października 1985                    | Legia Warszawa     | D   | Stadion przy al. Zygmuntowskich | 1:4       | Łatka 29'                                         | 7 tys.   | [ 28 ] [ 68 ] |
|                                         |                    |     |                                 |           |                                                   |          |               |
| MECZE RUNDY WIOSENNEJ ROZEGRANE AWANSEM |                    |     |                                 |           |                                                   |          |               |
|                                         |                    |     |                                 |           |                                                   |          |               |
| 3 listopada 1985                        | Widzew Łódź        | D   | Stadion przy al. Zygmuntowskich | 0:2       |                                                   | 6 tys.   | [ 30 ]        |
| 9 listopada 1985                        | Górnik Zabrze      | W   | Stadion Górnika                 | 1:1       | Szczepański 36'                                   | 12 tys.  | [ 31 ] [ 69 ] |
| 24 listopada 1985                       | Lechia Gdańsk      | D   | Stadion przy al. Zygmuntowskich | 3:1       | Szczepański 14', Łatka 50', Góra 55'              | 5 tys.   | [ 32 ] [ 70 ] |
|                                         |                    |     |                                 |           |                                                   |          |               |
| RUNDA WIOSENNA                          |                    |     |                                 |           |                                                   |          |               |
|                                         |                    |     |                                 |           |                                                   |          |               |
| 2 marca 1986                            | Zagłębie Sosnowiec | W   | Stadion Zagłębia                | 1:1       | Łatka 60'                                         | 2 tys.   | [ 41 ] [ 71 ] |
| 8 marca 1986                            | Lech Poznań        | D   | Stadion przy al. Zygmuntowskich | 1:1       | Góra 40'                                          | 10 tys.  | [ 42 ] [ 72 ] |
| 12 marca 1986                           | Górnik Wałbrzych   | D   | Stadion przy al. Zygmuntowskich | 2:3       | Gładysiewicz 37', Góra 69'                        | 7 tys.   | [ 43 ] [ 73 ] |
| 15 marca 1986                           | Śląsk Wrocław      | W   | Stadion Śląska                  | 1:1       | Gładysiewicz 27'                                  | 10 tys.  | [ 44 ] [ 74 ] |
| 22 marca 1986                           | ŁKS Łódź           | D   | Stadion przy al. Zygmuntowskich | 1:0       | Szczepański 23'                                   | 8 tys.   | [ 45 ] [ 75 ] |
| 29 marca 1986                           | GKS Katowice       | W   | Stadion GKS-u                   | 4:4       | Łatka 43', Gładysiewicz 63', 74', Iwanicki 90'    | 5 tys.   | [ 46 ] [ 76 ] |
| 2 kwietnia 1986                         | Bałtyk Gdynia      | D   | Stadion przy al. Zygmuntowskich | 0:0       |                                                   | 10 tys.  | [ 47 ] [ 77 ] |
| 6 kwietnia 1986                         | Stal Mielec        | W   | Stadion Stali                   | 1:2       | Gładysiewicz 68' (k)                              | 9 tys.   | [ 48 ] [ 49 ] |
| 12 kwietnia 1986                        | Zagłębie Lubin     | D   | Stadion przy al. Zygmuntowskich | 0:0       |                                                   | 4 tys.   | [ 51 ] [ 78 ] |
| 16 kwietnia 1986                        | Ruch Chorzów       | W   | Stadion Ruchu                   | 1:0       | Łatka 82'                                         | 1 tys.   | [ 52 ] [ 79 ] |
| 20 kwietnia 1986                        | Pogoń Szczecin     | D   | Stadion przy al. Zygmuntowskich | 4:2       | Łatka 36', 77', Iwanicki 66', Szczepański 80' (k) | 6 tys.   | [ 52 ] [ 80 ] |
| 27 kwietnia 1986                        | Legia Warszawa     | W   | Stadion Legii                   | 1:1       | Witkowski 15'                                     | 5 tys.   | [ 54 ] [ 81 ] |

### Tabela I ligi
| Poz | Klub               | M  | Pkt | Bz | Bs |
| --- | ------------------ | -- | --- | -- | -- |
| 1.  | Górnik Zabrze      | 30 | 46  | 70 | 17 |
| 2.  | Legia Warszawa     | 30 | 42  | 55 | 29 |
| 3.  | Widzew Łódź        | 30 | 41  | 40 | 25 |
| 4.  | Lech Poznań        | 30 | 36  | 36 | 29 |
| 5.  | GKS Katowice       | 30 | 31  | 46 | 45 |
| 6.  | Górnik Wałbrzych   | 30 | 30  | 41 | 50 |
| 7.  | Śląsk Wrocław      | 30 | 29  | 39 | 36 |
| 8.  | ŁKS Łódź           | 30 | 28  | 36 | 36 |
| 9.  | Ruch Chorzów       | 30 | 28  | 35 | 39 |
| 10. | Pogoń Szczecin     | 30 | 27  | 44 | 44 |
| 11. | Stal Mielec        | 30 | 25  | 25 | 32 |
| 12. | Zagłębie Lubin     | 30 | 25  | 22 | 32 |
| 13. | Motor Lublin       | 30 | 25  | 33 | 47 |
| 14. | Lechia Gdańsk      | 30 | 24  | 23 | 35 |
| 15. | Bałtyk Gdynia      | 30 | 23  | 28 | 46 |
| 16. | Zagłębie Sosnowiec | 30 | 20  | 24 | 54 |

## Kadra
| Zawodnik               | Data ur.   | Występy        | Bramki         |                |                | Występy        | Bramki         |                |                | Występy   | Bramki    | Poprzedni klub              |           |
| Zawodnik               | Data ur.   | RUNDA JESIENNA | RUNDA JESIENNA | RUNDA JESIENNA | RUNDA JESIENNA | RUNDA WIOSENNA | RUNDA WIOSENNA | RUNDA WIOSENNA | RUNDA WIOSENNA | SEZON     | SEZON     | Poprzedni klub              |           |
| Bramkarze              | Bramkarze  | Bramkarze      | Bramkarze      | Bramkarze      | Bramkarze      | Bramkarze      | Bramkarze      | Bramkarze      | Bramkarze      | Bramkarze | Bramkarze | Bramkarze                   | Bramkarze |
| ---------------------- | ---------- | -------------- | -------------- | -------------- | -------------- | -------------- | -------------- | -------------- | -------------- | --------- | --------- | --------------------------- | --------- |
| Stanisław Karwat       | 3.10.1965  | 2              |                |                |                | 3              |                |                |                | 5         |           | Tomasovia Tomaszów Lubelski |           |
| Dariusz Opolski        | 23.09.1961 | 13             |                | 1              |                | 12             |                |                |                | 25        |           | Legia Warszawa              |           |
| Obrońcy                |            |                |                |                |                |                |                |                |                |           |           |                             |           |
| Modest Boguszewski     | 8.01.1963  | 14             |                | 2              |                | 14             |                | 1              |                | 28        |           | wychowanek                  |           |
| Mirosław Car           | 24.11.1960 | 2 (5)          |                | 1              |                | —              | —              | —              | —              | 2 (5)     |           | Legia Warszawa              |           |
| Janusz Dec             | 29.01.1965 | 13             |                | 1              |                | 2 (3)          |                |                |                |           |           | Górnik Łęczna               |           |
| Waldemar Fiuta         | 10.04.1958 | 15             |                | 1              |                | 9 (1)          |                |                |                | 24 (1)    |           | wychowanek                  |           |
| Kazimierz Gładysiewicz | 4.03.1962  | 0 (3)          |                |                |                | 10 (1)         | 4              |                |                | 10 (4)    | 4         | Unia Tarnów                 |           |
| Robert Grzanka         | 6.09.1962  | 15             | 1              | 2              |                | 10 (3)         |                |                |                | 25 (3)    | 1         | Mazur Karczew               |           |
| Jarosław Góra          | 17.10.1964 | 11 (3)         | 1              | 1              |                | 15             | 3              | 1              |                | 26 (3)    | 4         | Broń Radom                  |           |
| Roman Żuchnik          | 28.02.1965 | 4 (2)          | 1              |                |                | 8 (2)          |                | 2              |                | 12 (4)    | 1         | wychowanek                  |           |
| Pomocnicy i napastnicy |            |                |                |                |                |                |                |                |                |           |           |                             |           |
| Dariusz Bartoszewski   | 5.01.1978  | 8 (1)          |                | 1              |                | 15             |                | 1              |                | 23 (1)    |           | Stal Mielec                 |           |
| Leszek Iwanicki        | 12.08.1959 | 3              | 1              |                |                | 11             | 2              |                |                | 14        | 3         | Legia Warszawa              |           |
| Tomasz Jasina          | 19.05.1965 | 15             | 1              | 1              |                | 14             |                | 1              |                | 29        | 1         | wychowanek                  |           |
| Janusz Kudyba          | 12.07.1961 | 11 (1)         | 3              | 1              |                | 2 (2)          |                | 1              |                | 13 (3)    | 3         | Lechia Piechowice           |           |
| Andrzej Łatka          | 31.10.1962 | 9 (2)          | 1              | 1              |                | 13 (1)         | 7              |                |                | 22 (3)    | 8         | Stal Mielec                 |           |
| Zbigniew Slipiko       | 12.09.1960 | 7 (4)          |                | 3              | 1              | 5 (1)          |                |                |                | 12 (5)    | 1         | Olimpia Elbląg              |           |
| Marek Szaniawski       | 10.10.1960 | 7 (2)          |                |                |                | 8 (3)          |                |                |                | 15 (5)    |           | Stal Mielec                 |           |
| Adrian Szczepański     | 30.10.1965 | 10 (2)         | 2              |                |                | 9 (5)          | 4              |                |                | 19 (7)    | 6         | Gwardia Warszawa            |           |
| Krzysztof Witkowski    | 11.02.1962 | 6 (2)          |                | 1              |                | 5 (2)          | 1              |                |                | 11 (4)    |           | wychowanek                  |           |

## Puchar Polski na szczeblu centralnym
| Data                | Runda | Przeciwnik          | D/W | Miejsce                         | Wynik M/P | Strzelcy        | Widzów   | Źródło        |
| ------------------- | ----- | ------------------- | --- | ------------------------------- | --------- | --------------- | -------- | ------------- |
| 25 września 1985    | 1/16  | Stoczniowiec Gdańsk | W   | Gdańsk                          | 1:0       | Szczepański 30' | 600      | [ 82 ] [ 83 ] |
| 9 października 1985 | 1/8   | Śląsk Wrocław       | D   | Stadion przy al. Zygmuntowskich | 0:1 dogr. |                 | 3,5 tys. | [ 84 ] [ 85 ] |

## Interliga
| Data           | Przeciwnik           | D/W | Miejsce                         | Wynik M/P | Strzelcy                               | Widzów | Źródło |
| -------------- | -------------------- | --- | ------------------------------- | --------- | -------------------------------------- | ------ | ------ |
| 3 maja 1986    | Debreceni VSC        | D   | Stadion przy al. Zygmuntowskich | 0:1       |                                        | 500    | [ 86 ] |
| 6 maja 1986    | Békéscsaba           | D   | Stadion przy al. Zygmuntowskich | 2:1       | Łatka 15' (k), Marzec 20'              |        | [ 87 ] |
| 10 maja 1986   | Trakija Płowdiw      | W   | Płowdiw                         | 1:1       | brak danych                            |        | [ 88 ] |
| 13 maja 1986   | Etyr Wielkie Tyrnowo | W   | Wielkie Tyrnowo                 | 0:5       |                                        |        | [ 89 ] |
| 17 maja 1986   | Stal Mielec          | D   | Stadion im. PKWN                | 3:3       | Szczepański 58', Żuchnik 60', Góra 62' | 2 tys. | [ 90 ] |
| 24 maja 1986   | Debreceni VSC        | W   | Debreczyn                       | 0:2       |                                        |        | [ 91 ] |
| 27 maja 1986   | Békéscsaba           | W   | Békéscsaba                      | 0:3       |                                        |        | [ 92 ] |
| 31 maja 1986   | Trakija Płowdiw      | D   | Puławy                          | 3:4       | Gładysiewicz 29' (k), 60', Łatka 80'   | 1 tys. | [ 93 ] |
| 3 czerwca 1986 | Etyr Wielkie Tyrnowo | D   | Kraśnik                         | 2:2       | Jasina 12', Łatka 80'                  |        | [ 94 ] |
| 7 czerwca 1986 | Stal Mielec          | W   | Stadion Stali                   | 2:1       | Góra 34', Jasina 62'                   |        | [ 56 ] |